# Stretto di Lancaster
Lo stretto di Lancaster (in inglese Lancaster Sound) è un passaggio largo circa 50 km tra l'isola di Devon e l'isola di Baffin nel territorio canadese del Nunavut.
Ad est si trova la baia di Baffin, ad ovest lo stretto di Barrow e a sud il Prince Regent Inlet.  Il nome venne dato da William Baffin in onore di James Lancaster (circa 1554–1618). Lo stretto di Lancaster fa parte del passaggio a nord-ovest.